# Andrej Novak (karikaturist)
Andrej Novak, slovenski karikaturist, * 27. julij 1935, Ljubljana, † marec 2016.

## Življenje in delo
Po končani srednji šoli za oblikovanje v Ljubljani (1957) se je zaposlil na Radioteleviziji Slovenija, sprva kot grafični oblikovalec, od 1965 pa kot novinar karikaturist. Karikature, ki so motivno navezane na različna družbena področja, predvsem pa so posvečene Ljubljani, pa objavlja tudi v raznih časopisih. Ukvarja se tudi z opremo knjig, ilustriranjem in oblikovanjem plakatov.